# 신장 청소율

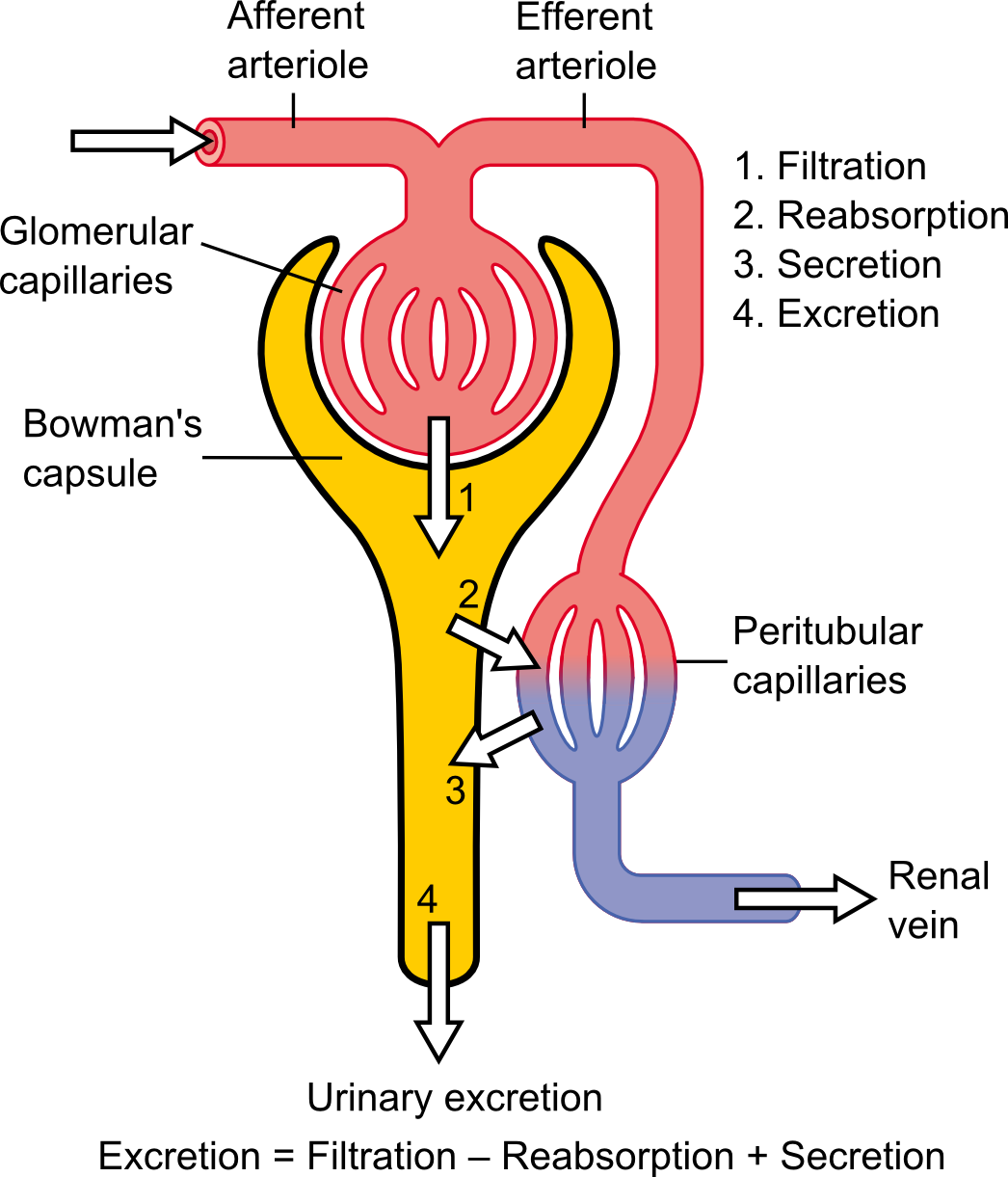
신장의 기본적인 생리학적 기작을 보여주는 그림

신장 청소율(renal clearance ratio) 또는 분획 배설(fractional excretion)은 소변 성분이 신장을 통과하는 속도의 상대적 척도이다. 다음 방정식으로 정의된다.
{\displaystyle clearance\ ratio\ of\ X={\frac {C_{x}}{C_{in}}}}
- X는 분석 물질이다.
- Cx는 X의 신장 혈장 청소율이다.
- Cin은 이눌린의 신장 혈장 청소율이다.

때때로 이눌린 대신 크레아티닌이 기준 물질로 사용된다. 예를 들어, 칼슘-크레아티닌 청소율은 혈장 칼슘 농도가 높은 여러 원인을 구별하기 위해 사용된다. 크레아티닌은 신체에서 생성되는 반면 이눌린은 정맥 주사해야 하므로 비교 대상으로 이눌린보다 크레아티닌을 사용하는 것이 더 쉽다.

## 같이 보기
- 청소율
- 청소율 (약리학)
- 사구체 여과율